# Parafia św. Kazimierza Królewicza w Osjakowie
Parafia Świętego Kazimierza Królewicza – parafia rzymskokatolicka w Osjakowie. Należy do Dekanatu Osjaków archidiecezji częstochowskiej. Została utworzona w drugiej połowie XIII wieku. Parafię prowadzą księża diecezjalni.